# Ø

Ø

Ø(hay in thường: ø) là một chữ cái được sử dụng trong các ngôn ngữ Đan Mạch, Na Uy, Faroe và Nam Sámi. Nó chủ yếu được sử dụng làm đại diện cho các nguyên âm tròn phía trước, chẳng hạn như [ø] và [œ], ngoại trừ Sámi miền Nam nơi nó được sử dụng như một song ngữ [oe].
Tên của chữ cái này giống như âm thanh mà nó biểu thị. Mặc dù không phải là tên gốc của nó, nhưng trong số những người đánh máy nói tiếng Anh, biểu tượng này có thể được gọi là "chữ O bị chém" hoặc "chữ o có nét". Mặc dù những cái tên này gợi ý rằng nó là một chữ ghép hoặc một biến thể dấu phụ của chữ o, nó được coi là một chữ cái riêng biệt trong tiếng Đan Mạch và tiếng Na Uy, và nó được xếp theo thứ tự bảng chữ cái sau "z" - do đó x, y, z, æ, ø, và å .
Trong các ngôn ngữ khác không có chữ cái như một phần của bảng chữ cái thông thường hoặc trong các bộ ký tự hạn chế như ASCII, "ø" có thể được thay thế chính xác bằng dấu chấm "oe", mặc dù trong thực tế, nó thường được thay thế bằng dấu " o ", ví dụ: trong địa chỉ email. Nó tương đương với ký tự "ö" được sử dụng trong tiếng Thụy Điển (và một số ngôn ngữ khác), và cũng có thể được thay thế bằng "ö", như thường xảy ra với các máy đánh chữ cũ hơn ở Đan Mạch và Na Uy, và trong các phần mở rộng quốc gia của International Mã Morse.
"ø" (in thường) cũng được sử dụng trong Bảng chữ cái phiên âm quốc tế để biểu thị một nguyên âm tròn phía trước gần giữa.